# Сочетание клавиш
Сочетание клавиш (синонимы: горячая клавиша, шорткат [англ. shortcut], клавиша быстрого доступа, клавиша быстрого вызова, клавиатурный ускоритель; англ. keyboard shortcut, quick key, access key, hot key) (для программного обеспечения) — разновидность интерфейса взаимодействия с вычислительным устройством (компьютером, калькулятором), представляющая собой нажатие кнопки/клавиши (или сочетания клавиш) на клавиатуре, которому назначено (запрограммировано) некое действие — команды (операции), исполняемые данной системой. Как правило, частично дублирует интерфейс строки меню или кнопок и служит для значительного ускорения работы, также — увеличения количества возможных действий, выполняемых с помощью клавиатуры.
Сочетания клавиш особенно широко используются в компьютерных играх реального времени, в которых важна быстрота реакции игрока на развитие событий — в частности, в стратегиях.

## Необходимость использования
Использование сочетаний позволяет на одну клавишу назначить несколько значений, что значительно увеличивает количество действий, выполняемых с клавиатуры.
Например, в инженерных калькуляторах есть клавиша «x²», над которой, как правило, написано «x³». При обычном нажатии на эту клавишу введённое число возводится в квадрат. Для выполнения «x³» предварительно нажимается специальная клавиша-модификатор для активации вторичной функции (она может иметь названия, к примеру, «shift», «2ndf», надпись на ней обычно синего цвета, в отличие от прочих, белых), затем нажимается клавиша «x²». При этом выполняется команда, написанная наверху. Таким образом, одной клавише назначено два действия, чем сокращается количество кнопок на калькуляторе. Можно добавить на калькулятор ещё несколько подобных кнопок: «3rf», «4thf» и т. д. После этого на одну клавишу можно будет назначить три, четыре и более команд.

## Клавиши-модификаторы
В персональных компьютерах чаще всего в сочетаниях используются клавиши Ctrl, Alt, ⇧ Shift, а также ⊞ Win (Super) или Command. Их часто называют клавишами-модификаторами.
В сочетаниях можно зажимать не только одну из вышеперечисленных клавиш, но и несколько одновременно. Иными словами, при использовании трёх клавиш-модификаторов на одну обычную клавишу можно «повесить» до восьми ({\displaystyle 8=2^{3}}; 2 — поскольку клавиша имеет два состояния — «нажата» и «не нажата». Но следует учесть, что состояние «не нажаты все три клавиши» не может использоваться для выполнения команд, следовательно, доступно для использования только семь состояний) (а при использовании и клавиши ⊞ Win — до 15) различных команд:
1. Нажатие обычной клавиши без модификаторов — например Delete;
2. Ctrl + клавиша — Ctrl+Delete;
3. Alt + клавиша — Alt+Delete;
4. Shift + клавиша — ⇧ Shift+Delete;
5. Ctrl + Shift + клавиша — Ctrl+⇧ Shift+Delete;
6. Ctrl + Alt + клавиша — Ctrl+Alt+Delete;
7. Alt + Shift + клавиша — Alt+⇧ Shift+Delete;
8. Ctrl + Alt + Shift + клавиша — Ctrl+Alt+⇧ Shift+Delete.

## Технические особенности
Клавиша-модификатор (или управляющая клавиша) принципиально отличается от иных клавиш тем, что может:
- неограниченно долго находиться в зажатом (активном) состоянии;
- будучи зажатой, не блокировать действия остальных клавиш — как модификаторов, так и обычных.

Такие клавиши обычно имеют отдельный вывод контроллера клавиатуры, в отличие от алфавитно-цифровых, организованных матрично из-за экономии выводов контроллера. Матричная клавиатура обычно рассчитана на нажатие клавиш только поодиночке, поэтому, например, одновременное зажатие Q и W ни к чему хорошему не приведёт. Для оповещения оператора о подобных проблемах в DOS выдавался сигнал на динамик ЭВМ при зажатии нескольких не управляющих клавиш.

## Использование сочетаний клавиш вWindows
В качестве примера рассмотрим сочетание клавиш Ctrl+Alt+Delete.
Нажимать клавиши нужно не по очереди (как в калькуляторах) и не одновременно (как на пианино аккордом). Сначала следует зажать клавиши Ctrl и Alt, и, не отпуская их, нажать клавишу Delete. Зажатые в момент нажатия Delete клавиши Ctrl и Alt модифицируют действие клавиши Delete. То есть при нажатии клавиши Delete выполнится не основное действие (удаление символа справа или выделенного объекта), а одно из «вторичных» (в Windows — вызов приложения «Диспетчер задач» (taskmgr.exe.))

### Полезная информация
Сочетания клавиш делятся на:
- Локальные (перехватываемые программой только в том случае, если окно программы активно);
- Глобальные для программы (перехватываемые определённой программой из любого окна);
- Глобальные для операционной системы (перехватываемые ОС из любого окна).

Сочетание клавиш Ctrl+Alt+Delete является глобальным для Windows, то есть оно срабатывает из любого окна и перехватывается операционной системой.
В разных программах разный набор сочетаний клавиш. Разработчик программы сам решает, каким командам и какие именно сочетания клавиш назначить.
Многие программы позволяют пользователю самостоятельно настроить сочетания клавиш в программе под себя и сохранить в виде схемы. Это очень удобно, так как можно пользоваться одними и теми же сочетаниями в разных программах.
Однако это может привести к конфликту глобальных сочетаний клавиш разных программ. Если две программы будут использовать одно и то же глобальное сочетание клавиш, выполнится команда только для одной из этих программ.

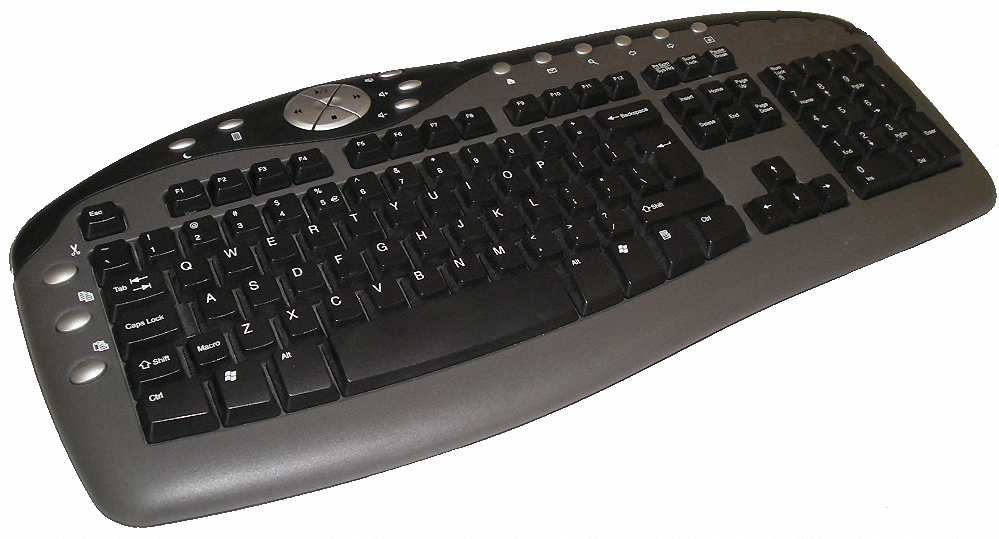
Мультимедийная компьютерная клавиатура с функциями управления громкостью звука и сетевым поведением компьютера.

Современные клавиатуры (так называемые «мультимедийные») нередко оснащаются дополнительными нестандартными кнопками для изменения громкости, управления окнами, вызова определённых программ («Калькулятор», «Word») и т. д. Как правило, эти клавиши можно программировать. В некоторых таких клавиатурах сочетания клавиш могут работать некорректно или вообще не работать.

### Назначение некоторых клавиш
- F1 … F12 — функциональные клавиши, в разных программах работают по-разному, также используются в сочетаниях клавиш;
- ⇧ Shift + «буква/цифра из ряда над буквами» — изменить регистр буквы (в зависимости от состояния ⇪ Caps Lock); для цифры — использовать символ, размещённый на клавише с цифрой;
- ⇪ Caps Lock — включение режима «больших букв» (загорается индикатор);
- Num Lock — включение цифровой клавиатуры справа (загорается индикатор);
- Scroll Lock — практически нигде не работает (загорается индикатор). В MS-DOS использовалась для переключения между режимами прокрутки окна (аналог скроллинга) и перемещения текстового курсора. Excel — одна из немногих программ, где эта клавиша работает, причём так же;
- Tab ↹ — переключение на другой элемент управления с клавиатуры;
- Esc — закрытие диалоговых окон, меню, отмена действий;
- Pause/Break — приостановить работу компьютера (в DOS работало везде, в современных ОС — только во время загрузки компьютера);
- ← Backspace — в браузере перейти на предыдущую страницу (кроме Google Chrome 52+).

### Глобальные сочетания клавиш в Windows
| Глобальные сочетания клавиш в Windows   | Глобальные сочетания клавиш в Windows |
| Сочетание                               | Описание действия |
| --------------------------------------- | --- |
| Ctrl+Tab ↹                              | переключение между закладками или окнами одного приложения |
| Alt+F4                                  | закрыть активное окно (как правило, служит для завершения работы всего приложения, а диалоговые окна закрываются клавишей Esc) |
| Alt+Пробел                              | открытие системного меню окна: с помощью него можно закрывать, сворачивать, разворачивать, перемещать и изменять размер окна без помощи мыши |
| Alt+-                                   | открытие системного меню MDI-окна |
| Alt+⇧ Shift                             | переключить язык |
| Ctrl+⇧ Shift                            | переключить язык (популярная альтернатива сочетанию Alt+⇧ Shift, сначала требуется выбрать в настройках системы) |
| Ctrl+Alt+Delete                         | открыть окно «Диспетчер задач» или «Безопасность Windows» |
| Ctrl+⇧ Shift+Esc                        | открыть окно «Диспетчер задач» |
| ⊞ Win или Ctrl+Esc                      | открыть/закрыть меню «Пуск» |
| ⊞ Win+D                                 | свернуть/восстановить все окна, включая диалоговые, то есть показать Рабочий стол |
| ⊞ Win+E                                 | открыть программу «Проводник» |
| ⊞ Win+R                                 | открыть окно «Запуск программы» («Пуск» → «Выполнить…») |
| ⊞ Win+F или Ctrl+F                      | открыть окно поиска |
| ⊞ Win+L                                 | заблокировать компьютер |
| ⊞ Win+M                                 | свернуть все окна, кроме диалоговых |
| ⊞ Win+Pause/Break                       | открыть окно «Система»; |
| Print Screen                            | поместить снимок всего экрана в буфер обмена; в MS-DOS использовалась для вывода на принтер содержимого экрана |
| Alt+Print Screen                        | поместить снимок активного окна в буфер обмена |
| Ctrl+C или Ctrl+Insert                  | скопировать (файл, текст и т.д.) в буфер обмена |
| Ctrl+V или ⇧ Shift+Insert               | вставить (файл, текст и т.д.) из буфера обмена |
| Ctrl+X                                  | вырезать (файл, текст и т.д.) в буфер обмена |
| ⇧ Shift+Delete                          | удалить файл/каталог без возможности восстановления (удаление минуя Корзину) |
| Ctrl+Z                                  | отменить действие |
| Ctrl+Y                                  | повторить отменённое действие |
| Ctrl+A                                  | выделить всё |
| Ctrl+S или ⇧ Shift+F12                  | сохранить |
| Ctrl+W                                  | закрыть текущую вкладку окна |
| Ctrl+R                                  | обновить |
| Ctrl+← Backspace                        | удалить слово слева от курсора |
| Ctrl+Delete                             | удалить слово справа от курсора |
| Ctrl+←                                  | переместить курсор на слово назад |
| Ctrl+→                                  | переместить курсор на слово вперёд |
| ⇧ Shift+Ctrl+←                          | выделить слово слева |
| ⇧ Shift+Ctrl+→                          | выделить слово справа |
| Ctrl+Home или Ctrl+End                  | переместить курсор в начало/конец текста |
| ⇧ Shift+Ctrl+Home и ⇧ Shift+Ctrl+End    | выделить до начала/конца текста |
| Alt+←                                   | назад |
| Alt+→                                   | вперёд |
| Alt+D                                   | выделить текст в адресной строке браузера |
| Alt + двойной щелчок левой кнопкой мыши | открыть окно свойств объекта (аналог Alt+↵ Enter) |
| Alt+Tab ↹ и Alt+⇧ Shift+Tab ↹           | сделать активным другое выполняющееся приложение (бывшее активным непосредственно перед текущим). Для переключения на другие приложения нажимайте клавишу Tab ↹ несколько раз, не отпуская Alt — в центре экрана появится панель со всеми запущенными приложениями, отпустите клавишу Alt на том из них, какое вы хотите сделать активным |
| Alt+Esc                                 | делает активным другое выполняющееся приложение (бывшее активным непосредственно перед текущим). Для переключения на другие приложения нажимайте клавишу Esc несколько раз, не отпуская Alt. В отличие от сочетания Alt+Tab ↹, панель в центре экрана не появляется, приложения активируются в той последовательности, в которой были открыты, а при переходе на приложение, которое было свёрнуто в панель задач, оно не восстанавливается (чтобы развернуть свёрнутое активное окно, нужно нажать клавишу ↵ Enter). |
| ⊞ Win+Tab ↹                             | Переключение между кнопками приложений в панели задач; при добавлении ⇧ Shift перебор идёт в обратном порядке. В Windows 7 эта комбинация задействует функцию Aero Flip 3D |
| Ctrl+Alt+Tab ↹ или Ctrl+Alt+End         | задействовать функцию Aero Flip 3D, фиксируя окна на мониторе и позволяя перемещаться между окнами с помощью ←/→ и активировать выбранное клавишей ↵ Enter ; |
| Ctrl+⇧ Shift+Пробел                     | в Microsoft Word: вставить неразрывный пробел |
| Ctrl+⇧ Shift+-                          | в Microsoft Word: вставить неразрывный дефис |
| Ctrl+↵ Enter                            | в Microsoft Word: вставить разрыв страницы |
| ⇧ Shift+↵ Enter                         | в Microsoft Word: вставить разрыв строки |
| Alt+Ctrl+I                              | в Microsoft Word: перейти в режим предварительного просмотра |
| Ctrl+P                                  | распечатать документ |

## Сочетания клавиш в компьютерных играх
Сочетания клавиш используются в компьютерных играх для вызова определённых команд. К таким командам можно отнести как игровые, например, движение или атаку, так и специальные команды вызова меню, назначения группы или сохранения игры.
В играх-стратегиях клавиши быстрого вызова получили наиболее широкое распространение, так как в этом жанре наиболее важна оперативность действий.
Клавиша быстрого доступа имеет аналог в интерфейсе игры, который можно вызвать с помощью мыши. Но вызов с помощью клавиатуры оказывается быстрее в большинстве случаев. Также в опциях игры можно менять команды на кнопках.

### Вызов сверхспособности
Клавиша быстрого вызова может быть использована в компьютерной игре в качестве вызова сверхспособности, такой как телекинез или левитация. Обычно для этого используется одна клавиша на латинской раскладке, буква которой входит в название способности. Чаще всего это первая буква названия, хотя в некоторых случаях используются клавиши, более удобные для нажатия. В названии способности такая буква выделяется полужирным начертанием или другим цветом.
Вызов способности с помощью клавиатуры позволяет сэкономить время, столь важное в стратегиях реального времени.
Кроме способностей, одна клавиша может быть использована для покупки юнитов, постройки зданий и заказа улучшений.

### Вызов меню
Игровое меню обычно вызывается комбинацией клавиш, первая из которых — специальная клавиша, а вторая — буквенно-цифровая клавиша. Такие комбинации применяются реже, поскольку они имеют аналог в графическом интерфейсе игры, и их нажатие не требует оперативности.

### Вызов группы
В стратегиях реального времени нередко клавиши быстрого доступа применяются для вызова группы юнитов. Для определения группы юнитов чаще всего используется комбинация клавиши Ctrl и одной из цифровых клавиш. Впоследствии для вызова группы используется только цифровая клавиша.

### Порядок команд
Клавиша ⇧ Shift может применяться в качестве назначения очереди команд. При этом выбранная группа юнитов будет выполнять команды в порядке назначения игроком. Если не использовать очередь, группа юнитов будет выполнять команды игрока, прерывая предыдущие, если они не были завершены.

## Специализированные программы

### Windows
- AutoHotkey
- AutoIt